# Damiaen Joan van Doorninck
Damiaen J. van Doorninck Azn (Vught, 29 augustus 1902 — Mynachlog-ddu, Wales, 24 september 1987) was een officier bij de Koninklijke Marine. Hij is een van de weinige krijgsgevangenen die succesvol uit het krijgsgevangenenkamp Oflag IV C (Slot Colditz) ontsnapten.

## Erewoord en gevangenschap

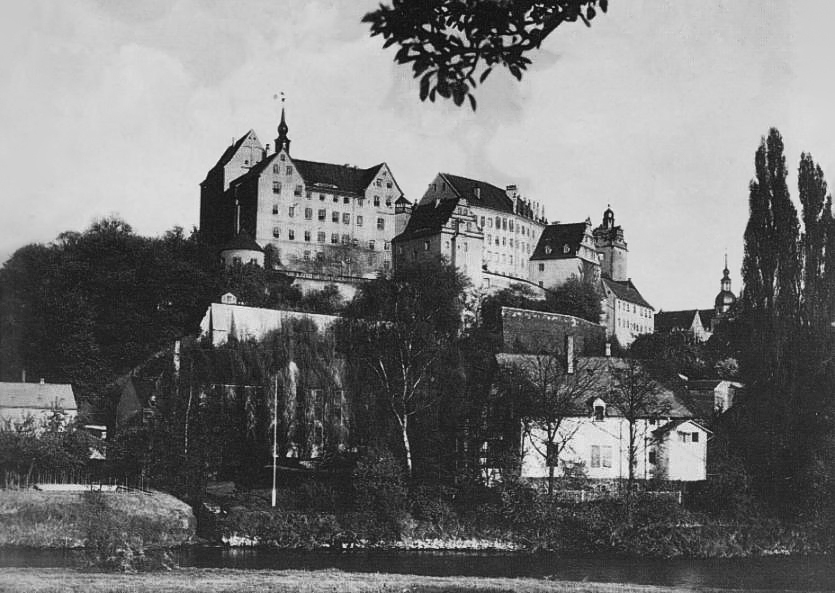
Slot Colditz (gevangenis) (1945)

Van Doorninck werd in 1923 benoemd tot luitenant ter zee der derde klasse In mei 1940 was Van Doorninck luitenant ter zee der eerste klasse en adjudant van de opperbevelhebber van het Nederlandse leger, generaal Henri Winkelman.
Op 15 mei 1940 reden generaal Winkelman, van Voorst tot Voorst, kapitein Schepers en van Doorninck naar Rijsoord om de capitulatie te ondertekenen.
Na de capitulatie werd alle Nederlandse officieren gevraagd de erewoordverklaring te tekenen. Deze erewoordverklaring hield in dat de ondertekenaars daarvan op geen enkele wijze in verzet zouden komen tegen de Duitsers. Van Doorninck weigerde deze erewoordverklaring te tekenen en ging met generaal Winkelman in Duits gevangenschap. Nadat de Duitsers het onnodig vonden dat de adjudanten bij hun generaal bleven werd van Doorninck overgeplaatst naar het kamp met de overige officieren die de erewoordverklaring niet hadden getekend. Deze groep kwam uiteindelijk in Oflag IV C terecht.
In Colditz gaf van Doorninck les aan andere krijgsgevangenen in kosmografie, hogere wiskunde en sleutelvervalsing. Met toestemming van de Duitsers repareerde van Doorninck horloges waarvoor hij speciaal gereedschap kon gebruiken. Dit gereedschap gebruikte hij echter ook om sleutelgaten te meten en valse sleutels te maken. Hierdoor kon de Nederlandse ontsnappingsofficier, kapitein KNIL Machiel van den Heuvel bijna alle deuren binnen het kasteel openen wat gebruikt werd voor diverse ontstnappingspogingen.
Op 9 september 1942 ontsnapte van Doorninck met de Britse kapitein vlieger (RAF) H.N. Fowler uit Colditz. Samen met vier anderen waren zij verkleed als Duitse bewakers en Poolse soldaten. Via een opslagplaats liep de groep naar een poort waar van Doorninck de wacht overblufte. De vier anderen werden uiteindelijk gepakt maar Fowler en van Doorninck bereikten Zwitserland via de route die eerder ontdekt en gebruikt was door LTZ Hans Larive.

## Voor en na de oorlog
Damiaen van Doorninck was de zoon van titulair luitenant-generaal Adam van Doorninck (1856-1936) en jkvr. Adriana Janke Gevaerts (1871-1944). In 1933 trad Van Doorninck in het huwelijk met Henriette Sophia Wilhelmina barones d'Aulnis de Bourouill (1909-1982); in 1948 werd de echtscheiding uitgesproken. Ze kregen twee dochters. Tijdens zijn verblijf in Zwitserland ontmoette hij Susan Dunsterville (soms: Susannah), dochter van de grote Lionel Dunsterville. Met haar kreeg hij in 1944 in Zwitserland een zoon en in 1947 in Den Haag een dochter.
Na zijn pensionering voer hij op de kustvaarder "Dorinda" nog vier jaar rond. Hij verhuisde naar Wales, waar hij in 1987 overleed.

## Familie
Van Doorninck dient niet verward te worden met zijn verre neef en tevens marineofficier Damiaen Joan van Doorninck (1910-2000). Deze was luitenant-ter-zee en tijdens de Koreaoorlog commandant van de Hr.Ms. Evertsen.

## Onderscheidingen
- Bronzen Kruis op 2 juni 1945[5]
- Onderscheidingsteken voor Langdurige Dienst als officier (XXX, dertig jaar)
- Officier in de Orde van het Britse Rijk